# Saint-Sulpice-Laurière
Saint-Sulpice-Laurière település Franciaországban, Haute-Vienne megyében. Lakosainak száma 804 fő (2022. január 1.). Saint-Sulpice-Laurière Bersac-sur-Rivalier, Jabreilles-les-Bordes, Laurière és Saint-Léger-la-Montagne községekkel határos.

## Népesség
A település népessége az elmúlt években az alábbi módon változott:
| Lakosok száma | 857  | 833  | 856  | 837  | 831  | 825  | 819  | 811  | 804  |
|               | 2013 | 2015 | 2016 | 2017 | 2018 | 2019 | 2020 | 2021 | 2022 |